# Lansdale
Lansdale es un borough ubicado en el condado de Montgomery en el estado estadounidense de Pensilvania. En el año 2000 tenía una población de 16,071 habitantes y una densidad poblacional de 2,025.4 personas por km².

## Geografía
Está situada en las coordenadas 40°14′31″N 75°17′3″O / 40.24194, -75.28417.

## Demografía
A partir del censo de 2000, había 16.071 personas, 6.620 hogares y 4.051 familias que residían en la ciudad.La densidad de población fue 2,027.8 / km ). Había 6.893 unidades de vivienda en una densidad media de 869.7/km ². La composición racial de la ciudad era 85,40% blanco, 3,94% americafricanos, 0,09% americanos nativos, 7,98% asiáticos, 0,16% las islas del Pacífico, 0,73% de otras razas y 1,69% de dos o más razas. Hispanos o latinos de cualquier raza eran el 2,90% de la población.

## Gobierno
Lansdale tiene una forma de administrador de la ciudad de gobierno con un alcalde y un consejo de ciudad de nueve miembros. El exalcalde Michael DiNunzio dimitió de su cargo, y fue elegido por primera vez en 1982. El miércoles 4 de junio de 2008, el quiropráctico Andrew Székely fue nombrado por resolución del Consejo para servir durante los 18 meses restantes del mandato. Szekely sirvió hasta enero de 2010.

## Bola de kugel
Lanslade tiene una bola de Kugel. Se encuentra en la Plaza ferrocarril.

## Residentes famosos
- Demetrio Rodríguez
- Ralph F. Hirschmann (1922-2009), bioquímico.
- Liza Weil (1974-?), actriz.
- Peggy March (1948-?), cantante de pop.